# Finta (militar)
Finta, proveniente del término francés feint utilizado en la disciplina del manejo de la espada y la esgrima, es una maniobra diseñada para distraer o engañar. Una finta se consigue dando la impresión de que se realizará una determinada maniobra, cuando en realidad se realizará otra, o incluso ninguna. En táctica militar y muchos tipos de combate, existen dos tipos de fintas: fintas de ataque y fintas de retirada.

## Ataques
Una finta de ataque está diseñada para atraer la acción defensiva hacia el punto atacado. Generalmente se utiliza como una distracción para obligar al enemigo a concentrar más mano de obra en un área determinada, para debilitar la fuerza contraria en otra área. A diferencia de una maniobra de distracción relacionada, la demostración, una finta implica un contacto real con el enemigo.

## Retiradas
Una finta de retirada, o retirada fingida, se realiza atacando brevemente al enemigo y luego retirándose. Su objetivo es atraer a los perseguidores enemigos hacia una emboscada preparada o causar desorden. Por ejemplo, la batalla de Hastings se perdió cuando los sajones persiguieron a la caballería normanda. Eso perdió la ventaja de la altura y la línea se rompió, brindando la oportunidad de luchar en un combate en solitario en un punto de vista neutral, una batalla para la que los sajones no estaban preparados. El disparo parto es otro ejemplo de una finta de retirada en la que los arqueros partos montados se retiraban de una batalla y, aún a caballo, giraban sus cuerpos hacia atrás para disparar al enemigo que los perseguía.

## Uso histórico

### Arabia durante la era de Mahoma
Mahoma hizo un uso extensivo de fintas. Uno de los primeros ejemplos fue durante la invasión de Banu Lahyan . Mahoma partió en Rabi' Al-Awwal, o Jumada Al-Ula, en el año 6 d.H. (julio de 627 d. C.) con 200 combatientes musulmanes e hizo un amago de dirigirse a Siria y luego pronto cambió de ruta hacia Batn Gharran, donde 10 musulmanes fueron muertos en la Expedición de Al Raji. Bani Lahyan estaba en alerta y recibió la noticia de su marcha. La tribu inmediatamente huyó a las cimas de las montañas cercanas y así permaneció fuera de su alcance. En su camino de regreso, Mahoma envió un grupo de diez jinetes a un lugar llamado Kura' Al-Ghamim, en las cercanías de la habitación de Quraish, para confirmar indirectamente su creciente poder militar. Todas las escaramuzas duraron 14 días, tras los cuales regresó a casa.
Mahoma también ordenó la expedición de Abu Qatadah ibn Rab'i al-Ansari (Batn Edam) en diciembre de 629 para desviar la atención de su intención de atacar La Meca. Envió a ocho hombres para atacar una caravana que pasaba por Edam.

### China durante el final de la dinastía Han
Durante la batalla de Fancheng, el general Xu Huang de Cao Wei fue enviado para oponerse a Guan Yu en el distrito de Fancheng. Sabiendo que la mayoría de los soldados de su enemigo estaban compuestos por nuevos reclutas sin entrenamiento, Xu Huang no fue a la batalla de inmediato, sino que acampó detrás del enemigo para imponer un efecto disuasorio. Mientras tanto, ordenó a sus subordinados Xu Shang (徐商) y Lü Jian (呂建) que supervisaran la excavación de trincheras alrededor de la cercana fortaleza enemiga de Yancheng (偃城) para engañar al enemigo haciéndole creer que estaba tratando de cortar el suministro en Yancheng. El engaño funcionó y se abandonó la posición, lo que le dio a Xu Huang un punto de apoyo en el campo de batalla. Para entonces, se habían reunido un total de doce campamentos bajo la bandera de Xu Huang. Con el ejército fortalecido, Xu Huang finalmente desató un ataque contra el campamento de Guan Yu. El cerco enemigo tenía cinco campamentos, por lo que Xu Huang difundió la noticia de que planeaba atacar el campamento principal. En su lugar, atacó en secreto los otros cuatro campamentos laterales. Cuando Guan Yu vio que los cuatro campamentos laterales habían sido destruidos, dirigió personalmente a 5000 jinetes para enfrentarse a los atacantes, pero finalmente fue superado. Muchos de sus soldados fueron obligados a ir al cercano río Han y se ahogaron. Luego se levantó el asedio a Fancheng.